# Ball- und Kugelsportart
Als Ballsportart bezeichnet man jede Sportart, die mit einem Ball gespielt wird. Dabei kann als Ball auch jeder andere in gleicher Weise geeignete Gegenstand gelten. Seine Form spielt für die Definition keine Rolle, sondern ist lediglich von der Eignung für das jeweilige Spiel abhängig: Er kann kugelrund oder oval, scheiben- oder ringförmig, mit Griffen oder Flugstabilisatoren (Federn) ausgestattet, geflochten, durchbrochen, mit beweglicher Füllung versehen, hohl oder massiv sein.
Als Kugelsportart bezeichnet man Sportarten, die mit (wenigstens) einer Kugel gespielt werden. Dabei können Kugeln auch durch geeignete andere Gegenstände ersetzt werden; man spricht dann jedoch nicht mehr von Kugelspiel oder -sport. Diese Spiele sind im Folgenden aber wegen ihrer Analogie zu den Kugelspielen mit aufgeführt.

## Grundlagen
Ballsportarten werden zwischen zwei Parteien (Einzel, Doppel, Mannschaft) meistens mit einem Ball gespielt, der nur ersetzt wird, sobald er unbrauchbar ist oder verloren geht. Der Ball wird mit der Hand, dem Fuß oder einem Schläger bewegt. Es gibt jedoch auch Spiele, bei denen mehrere kugelförmige Objekte zum Einsatz kommen, wenn auch nicht gleichzeitig.
Viele Ball- und Kugelspiele werden organisiert in einem Ligabetrieb ausgetragen, es gibt internationale Turniere. Manche von ihnen sind eine olympische Disziplin.
Man kann die folgenden Familien unterscheiden, die sich jeweils in zwei bis vier Gattungen untergliedern. Weitere Informationen, Merkmale sowie besondere Varianten im Behindertensport sind den einzelnen Artikeln zu entnehmen.
(Spiele, die nicht wettkampfmäßig betrieben werden, sind in kursiver Schrift gelistet.)

## Torspiele
| Torspiele ohne Schläger - American Football - Aquaball - Australian Rules Football - Ba’Game - Basketball - Beachbasketball - Beachhandball - Beachrugby - Beachsoccer - Calcio storico - Canadian Football - Einradbasketball - Feldhandball - Flag Football - Flatball - Fußball - Futsal - Gaelic Football - Grenzball - Stoßball - Hallenfootball (Arena Football) - Handball - Hallenkorfball - Horseball - Inlinebasketball - Jorkyball - Kanupolo - Korbball - Feldkorbball - Hallenkorbball - Korbball (Schweiz) - Korfball - Krachtball (Kraftball) - Motoball - Netball - Pato (argent.) - Radball - Raffball - Rafroball - Raufball - Rollstuhlbasketball - Rollstuhlrugby - Rollersoccer - Rugby League - Rugby Union - Schleuderballspiel - Streetball (Streetbasketball) - Subbuteo (Tischfußball) - Tag Rugby - Tchoukball - Tipp-Kick (Tischfußball) - Tischfußball - Touch (Rugby League) - Touch Football (American) - Turmball - Ultimate (Frisbee) - Unterwasserrugby - Wasserball | Torspiele mit Schläger - Air-Hockey - Bandy - Broomball - Box-Lacrosse - Camogie - Einradhockey - Eishockey - Hockey (Feld, Halle) - Hurling - Inline-Skaterhockey - Inlinehockey - Intercrosse - Lacrosse - Polo - Polocrosse - Radpolo - Ringette - Rinkbandy - Rollhockey - Shinty - Smolball - Streethockey (früher in Deutschland: Fieseln) - Tischball - Tischeishockey - Unihockey - Unterwasserhockey |

## Rückschlagspiele
| Netzballspiele - Badminton - Beachminton - Speed Badminton - Ball über/unter die Schnur - Bossaball - Faustball - Federfußball - Footvolley - Fußballtennis - Indiaca - Jeu de Paume - Jollyball - Kaatsen - Belgisches Kaatsen - Friesisches Kaatsen - Prellball - Ringtennis - Sepak Takraw - Tamburello - TamBeach - Tennis - Beach-Tennis - Tischtennis - Volleyball - Beachvolleyball | Wandballspiele - Court Handball - American Handball - Irish Handball - Fives - Eton Fives - Rugby Fives - Pelota vasca - Jai Alai - Racquetball - Ricochet - Squash Kombination aus beiden - Padel - Racketlon Sonstige - Roundnet |

## Schlagballspiele
| Schlagballspiele mit quadratischem Feld - Baseball - Brennball - Pesäpallo (Finnland) - Rounders (Großbritannien, Irland) - Rundbold (Dänemark) - Softball | Schlagballspiele mit länglichem Feld - Cricket - Indoor Cricket - Cricko (Australien) - Vigoro (Australien) - Langbold (Dänemark) - Lapta (Russland) - Longaméta (Ungarn) - Oină (Rumänien, Moldawien) - Schlagball (Deutschland, Österreich) - Stoolball (England) |

## Spiele mit mehreren Bällen oder Kugeln
Die folgenden Spiele und Sportarten werden auch als Präzisionssport und/oder als Geschicklichkeitsspiele bezeichnet.

### Kugelspiele im engeren Sinne
Kugelsportarten im engeren Sinn sind die in der Confédération Mondiale des Sports de Boules (CMSB) organisierten Sportarten. „Die C.M.S.B. wurde vom I.O.C. (Comité International Olympique) am 15. Oktober 1986 in Lausanne als Vertreter aller Kugelsportarten anerkannt.“
Die Deutschen Kugelsportverbände sind im Deutschen Boccia-, Boule- und Pétanque-Verband (DBBPV) organisiert.
- Boccia (Raffa)
- Boule
  - Boule bretonne
  - Boule Lyonnaise
  - Jeu Provençal
  - Pétanque
- Bowls
  - Indoor Bowling
  - Lawn Bowling
- Kugelschlagen

Des Weiteren gibt es noch das Bügeln. Die Deutschen Vereine sind dem Niederländischen Beugelbond (NBB) angeschlossen.

#### Verwandte Spiele, in denen andere Gegenstände die Funktion der Kugel erfüllen
- Bootschen
- Curling
- Hufeisenwerfen (Horseshoes, Horseshoe Pitching; in Nordamerika)
- Stockschießen (Eisstocksport bzw. Stocksport, Disziplin Mannschaftsspiel)
- Jeu de palets

### Einloch-Spiele (Loch- oder Hindernisspiele)
- Croquet
  - Association Croquet
  - Golf Croquet
- Golf
  - Crossgolf
  - Swingolf
- Bahnengolf
  - Minigolf; Abteilung 1 (Beton)
  - Miniaturgolf; Abteilung 2 (Eternit)
  - Cobigolf; Abteilung 3
  - Sterngolf
  - Filzgolf
- Murmeln
  - Deutsches Lochklickern
  - Englisches Ringspiel
- Paille-Maille (historischer Vorläufer des Croquet und des Swingolf)
- Roque
- Fußballgolf

### Kegelspiele
- Bowling (Ten-Pin-Bowling)
  - Canadian Five-Pin Bowling
  - Duckpin-Bowling
- Kegeln
  - Asphalt / Classic
  - Bohle
  - Dreibahnen (Asphalt, Bohle, Schere)
  - Schere

### Billardspiele
Karambolage-Varianten:
- Cadre (z. B. Cadre 47/1, Cadre 71/2)
- Dreiband
- Einband
- Freie Partie
- Billard Artistique

Poolbillard-Varianten:
- 8-Ball
- 9-Ball
- 14/1 Endlos
- 10-Ball
- Blackball
- Rotation

Sonstige Varianten:
- Snooker
- Snooker Plus
- Billardkegeln
- 5-Kegel-Billard

### Weitenwettbewerbe
Hier gibt es keine taktischen Varianten: Nur die erzielte Weite zählt. Gegebenenfalls werden die Ergebnisse einer Mannschaft addiert.
- Boßeln
- Klootschießen (Kloatscheeten)
- Stockschießen (Eisstocksport bzw. Stocksport, Disziplin  Weitschießen)

## Sonstige Spiele
In keine der obigen Familien passen die folgenden Spiele. Für einige von ihnen werden bisweilen Sammelbezeichnungen wie Bewegungsspiele, Kleine Spiele, Turnspiele, Volksspiele oder ähnliche verwendet.
- Bockball
- Burgball
- Jägerball
- Kin-Ball
- Völkerball
  - Dodgeball
- Kantenball